# Чёрные крылья (фильм)
«Чёрные крылья» (пол. Czarne skrzydla) — польский чёрно-белый художественный фильм 1962 года, снятый режиссёрами Эвой и Чеславом Петельскими в творческом объединении «Камера».
Фильм снят по мотивам одноимённой повести Юлиуша Каден-Бандровского.
Премьера фильма состоялась 26 апреля 1963 г.

## Сюжет
Действие фильма происходит в 1923 году на Домбровском угольном бассейне в Силезии. Шахтёры одной из шахт узнают о планируемых захватившими власть новыми хозяевами — иностранными капиталистами увольнениях и решают организовать забастовку. Один из местных депутатов пытается предотвратить стачку в защиту справедливых требований. Французский владелец шахты Коур принимает опасное решение — он приказывает шахтёрам работать в пожароопасной зоне. Происходит внезапный взрыв, начинается пожар. Группа горняков остаётся под землёй. Коммунист Дусь прилагает все усилия, чтобы организовать спасательные работы, попытаться вырваться из подземного плена.
Возмущённые катастрофой, рабочие устраивают самосуд над директором Коуром — они сбрасывают его в горящую шахту. На следующий день, несмотря на запрещение полиции, все выходят на похороны жертв взрыва, демонстрируя ненависть к хозяевам, волю к борьбе и победе.
Затем следуют жестокие репрессии полиции.

## В ролях
- Войцех Семион — Ян Дусь, коммунист, вожак шахтёров
- Беата Тышкевич — Зуза, дочь управляющего шахтой
- Хелена Домбровская — Кноте
- Эдвард Вихура — Капульчик, начальник полиции, поручик
- Казимир Опалиньский — Феликс Кострынь, директор шахты
- Чеслав Воллейко — Коур, владелец шахты
- Здислав Карчевский — Антони Меневский, депутат
- Ежи Кишкис — шахтёр
- Станислав Нивиньский — Тадеуш Меневский
- Мария Хомерская — жена Кострыня, директора шахты
- Михал Лесняк — шахтёр
- Тадеуш Фиевский — Фалькевич, геолог
- Збигнев Кочанович — Мартызель
- Юзеф Лодыньский — Коза, секретарь профсоюза
- Стефан Бартик — Супернак
- Францишек Тшецяк — шахтёр
- Рышард Заорский
- Богдана Майда
- Станислав Винчевский
- Фердинанд Солёвский
- Халина Цешковская
- Роберт Мронговиус — шахтёр
- Кристина Творковская
- Анджей Антковяк — эпизод

## Награды
- Серебряная премия Московского международного кинофестиваля (1963).